# الأزمة المصرفية الأيرلندية ما بعد 2008

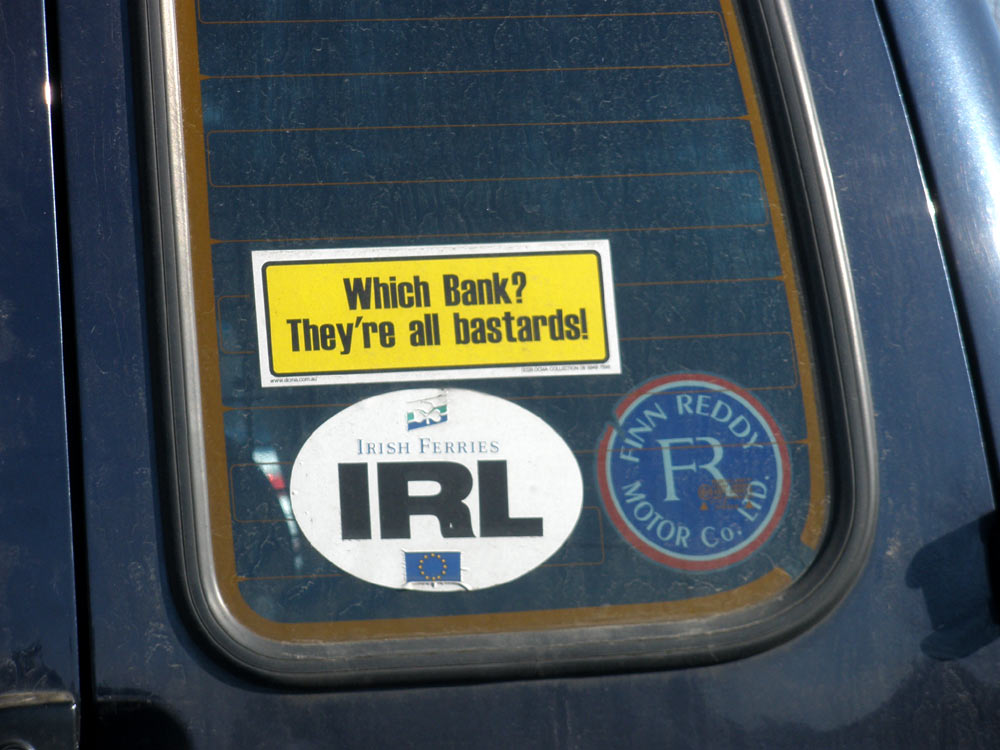
ملصق عن الأزمة الاقتصادية على إحدى نوافذ العربات في العاصمة الأيرلندية دبلن

كانت الأزمة المصرفية الأيرلندية ما بعد 2008 هي الوضع الذي واجهت فيه عدد من المؤسسات المالية الأيرلندية، بسبب الركود العظيم، انهيارًا شبه وشيك بسبب الإعسار. رداً على ذلك، حرّضت الحكومة الإيرلندية على كفالات الإنقاذ المالية للبنوك بقيمة 64 مليار يورو. أدى ذلك إلى ظهور عدد من المعلومات غير المتوقعة عن الشؤون التجارية لبعض البنوك ورجال الأعمال. أخيراً، إضافة إلى الركود المتصاعد في البلاد، كانت كفالات الإنقاذ المالية للبنوك هي السبب الرئيسي في طلب الحكومة الإيرلندية للمساعدة من صندوق النقد الدولي وإعادة هيكلة شاملة للحكومة الإيرلندية نتيجة لذلك.

## خلفية
خلال النصف الثاني من فترة نمو «النمر السلتي» في الفترة من 1995 إلى 2007، زادت القروض الدولية للسندات المقدمة من البنوك الستة الرئيسية الإيرلندية –كبنك إيرلندا، البنوك الإيرلندية المتحدة، بنك أنجلو الإيرلندي، وآيرش لايف أند بيرمامنت، وجمعية البناء الوطنية الإيرلندية وجمعية البناء التعليمي– من أقل من 16 مليار يورو في عام 2003 إلى حوالي 100 مليار يورو (أكثر من نصف الناتج المحلي الإجمالي لإيرلندا) بحلول عام 2007.
كان هذا النمو في تمويل السندات استثنائيًا للغاية فيما يتعلق بمنطقة اليورو بأكملها وكان تركيز البنك المركزي ومعظم المراقبين الخارجيين على نسب كفاية رأس المال للبنوك التي يبدو أنها القوية أو الركن الأول في إطار عمل بازل. على سبيل المثال، حملت مشاورة صندوق النقد الدولي لعام 2007 المتعلقة بالمادة الرابعة تقرير الموظفين عن إيرلندا عنوانًا يلخص موقف القطاع المصرفي بأنه «المصارف تتعرض لمخاطر كبيرة فيما يخص ممتلكاتها، ولكن لديها احتياطات كبيرة أيضًا». ومع ذلك، يبدو أن هذا قد جاء على حساب عدم التركيز على الركن الثاني، الذي يتعلق بالعملية الإشرافية. على وجه الخصوص، تتضمن مبادئ بازل 2 قسمًا موسعًا حول أهمية التعامل مع «مخاطر تركيز الائتمان»، أي البنوك التي لديها الكثير من الانكشاف لمصدر واحد للمخاطر. سمح الإشراف غير الكافي و/أو المتراخي للنظام المصرفي الإيرلندي بالاقتراض المفرط من قبل البنوك الإيرلندية في الأسواق المالية المشتركة والدولية.
بحلول أكتوبر 2009، كانت البنوك الألمانية والفرنسية هي الأكثر عرضة للخطر في محيط منطقة اليورو، مع كون أكثر من 40% من المطالبات الأجنبية على اليونان وإيرلندا والبرتغال وإيطاليا وإسبانيا، فرنسية وألمانية. في عام 2010، سجل بنك التسويات الدولية ما بين 186.4 مليار دولار أمريكي و208.3 مليار دولار أمريكي إجمالي مخاطر إيرلندا، مع مخاطرة بقيمة 57.8 مليار دولار أمريكي للبنوك الإيرلندية. كان قطاع المؤسسات المالية النقدي الألماني أكبر مستثمر في سندات البنوك الإيرلندية خلال فترة ما قبل الأزمة، ووفقًا للأرقام المجمعة للبوندسبنك، استثمرت البنوك الألمانية، بحلول شهر سبتمبر 2008، شهر الضمان المصرفي، 135 مليار يورو في إيرلندا. ومع ذلك، فإن هذه الأرقام المتعلقة بمخاطرات البنوك الألمانية للبنوك «الإيرلندية» تتعلق بكاملها تقريبًا بمخاطرتها لشركاتها التابعة الكبيرة المتمركزة في مركز الخدمات المالية الدولية في دبلن، على سبيل المثال، ديبفا، والتي كان لها تركيز خارجي وملكية خارجية.
عكس ارتفاع معدل الاقتراض الأجنبي من قبل البنوك الإيرلندية المحلية في السنوات السابقة لعام 2008 الزيادة الهائلة في الإقراض في سوق العقارات الإيرلندية، وهي منطقة إقراض بدا أنها منذ عام 1996 قادرة على توفير تدفق لا نهاية له من فرص الإقراض المربحة مع قيام الشعب الإيرلندي بشراء وبيع العقارات بلا هوادة.
ارتفع إجمالي رصيد قروض الرهن العقاري في إيرلندا من 16 مليار يورو في الربع الأول من عام 2003 إلى ذروة بلغت 106 مليار يورو في الربع الثالث من عام 2008، أي نحو 60% من إجمالي الناتج المحلي لإيرلندا في ذلك العام. وهذا بدوره أدى إلى زيادة هائلة في أسعار الأصول العقارية الإيرلندية. تسبب تجميد سوق ما بين البنوك العالمي خلال الأزمة المالية 2007-2008 في مشكلتين للبنوك الإيرلندية.
أولاً، مع عدم توفر أموال جديدة للاقتراض، تسبب سحب الودائع في مشكلة السيولة. بمعنى آخر، لم تكن هناك نقود متاحة للوفاء بطلبات السحب. عادةً ما تكون مشكلة السيولة وحدها قابلة للإدارة من خلال تمويلات البنك المركزي.
ومع ذلك، فالمشكلة الثانية كانت الملاءة المالية وكان هذا أكثر خطورة بكثير. كشف كل من عدم وجود أموال جديدة مما يعني عدم وجود قروض جديدة مما يعني عدم وجود صفقات عقارية جديدة. وعدم وجود عمليات شراء جديدة للممتلكات عن التدفقات النقدية الهشة للمطورين وأبرزت التقييمات الفلكية للممتلكات. مع انخفاض قيمة معظم أصولها (القروض) بما يتماشى مع سوق العقارات، أصبحت التزامات (ودائع) البنوك المحلية الإيرلندية الستة أكبر بكثير من أصولها. فقد لاحت مشكلة الإعسار في الأفق واحتاجت البنوك الإيرلندية إلى ضخ أموال نقدية كبيرة (إعادة الرسملة) لتبقى مفتوحة.

## استجابات الحكومة
في 29 سبتمبر 2008، وافق وزير المالية برايان لينيهان على إصدار ضمان حكومي واسع للبنوك المحلية الإيرلندية بموجب قانون المؤسسات المالية (الدعم المالي) لعام 2008 لمدة سنتين، بقصد إعادة رسملة هذه الأموال لتمكينها من الاستمرار في إقراض الاقتصاد الأيرلندي.
ستغطي التدخلات الحكومية الالتزامات القائمة اعتبارًا من 30 سبتمبر 2008 أو في أي وقت بعد ذلك وحتى 29 سبتمبر 2010. وكان هذا الضمان يتعلق بجميع ودائع الأفراد والشركات (إلى الحد الذي لا تغطيه خطط حماية الودائع الحالية في الدولة أو أي ولاية قضائية أخرى) والودائع بين البنوك والديون غير المضمونة الكبيرة والأوراق المالية المغطاة بالأصول والديون الثانوية المؤرخة. في 20 أكتوبر 2008، أصدر مجلس إدارة البنك المركزي الأوروبي توصياته بشأن الضمانات الحكومية للديون المصرفية والتي شملت هدف «معالجة مشاكل التمويل للبنوك القادرة على السداد».
نفذت عملية إعادة الرسملة في أكبر بنكين في إيرلندا، وهما البنوك الإيرلندية المتحدة (AIB) وبنك إيرلندا (BoI)، مع «كفالات إنقاذ» (القروض القسرية) بقيمة 3.5 مليار يورو لكل بنك في 11 فبراير 2009. في 15 فبراير 2009 طلب قائد شركة فاين غايل إندا كيني، متحدثاً في مقاطعة كورك، من مجلس إدارة قسم التنظيم المالي في مصرف أيرلندا المركزي أن يستقيل بأكمله.
في أواخر عام 2009، دخل نظام المؤسسات الائتمانية (ضمان الديون المستحقة) لعام 2009 حيز التنفيذ في خضم الأزمة، تراجع حزب فيانا فيل الحاكم إلى المركز الرابع في استطلاع للرأي أجرته صحيفة "ذي إيرش تايمز"، متخلفاً عن فاين غايل وحزب العمل والسين فين وجعل حزب العمل والسين فين يتقدمان على فيانا فيل لأول مرة في التاريخ الأيرلندي. في مساء يوم 21 نوفمبر 2010، أكد التاوسيتش (أي رئيس الوزراء الإيرلندي) آنذاك برايان كوين أن إيرلندا طلبت رسميًا دعمًا ماليًا من صندوق الإنقاذ المالي الأوروبي التابع للاتحاد الأوروبي وصندوق النقد الدولي، وهو طلب رحب به البنك المركزي الأوروبي ووزراء مالية الاتحاد الأوروبي.
في نوفمبر 2011، تم تمديد خطة المؤسسات الائتمانية (ضمان الالتزامات المستحقة) من قبل حكومة تحالف فاين غايل مع حزب العمل حتى 31 ديسمبر 2012، رهنًا بموافقة الاتحاد الأوروبي على المساعدات الحكومية. يضمن هذا المخطط إصدار إصدارات محددة من الالتزامات المصرفية المستحقة قصيرة وطويلة الأجل، بما في ذلك الودائع عند الطلب والودائع لأجل، وشهادات الإيداع غير المضمونة والأوراق التجارية غير المضمونة والسندات وبعض الديون الكبيرة الأخرى غير المضمونة والتي قد تتراوح آجال استحقاقها من ليلة إلى خمس سنوات.
في مارس 2011، وصف محافظ المصرف المركزي، باتريك هونوهان الأزمة بأنها «واحدة من أغلى الأزمات المصرفية في تاريخ العالم». في سبتمبر 2011، قال إن البنوك أصبحت الآن سليمة من الناحية المالية.